# Автошлях E74

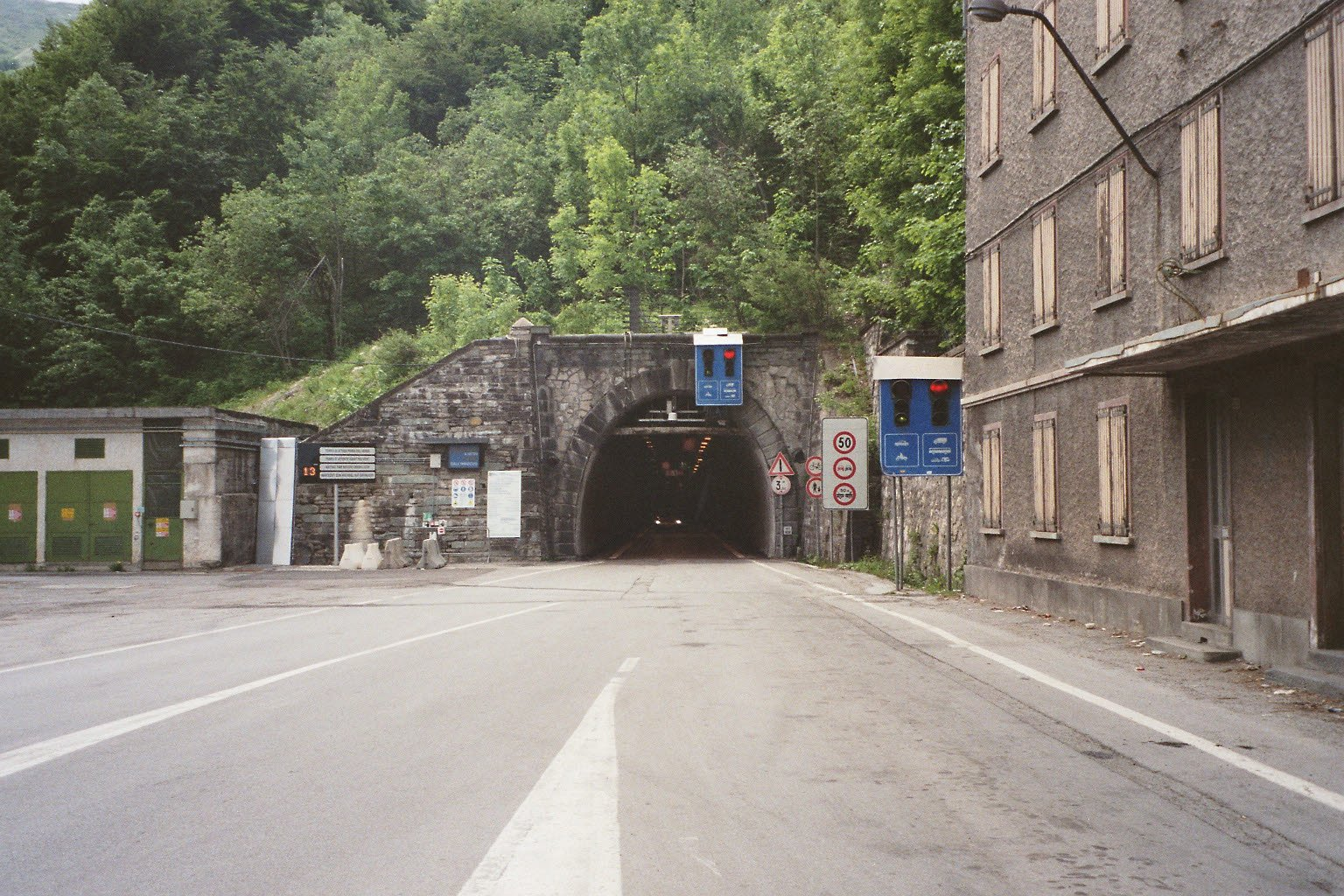
Е74 біля тунелю на кордоні Франції та Італії

Європейський маршрут Е74 — європейський автомобільний маршрут категорії А, що з'єднує Ніццу (Франція) на заході й Алессандрію (Італія) на сході. Довжина маршруту — 246 км.
Маршрут проходить через французьке місто П'ємонт, а також через італійські міста Кунео й Асті.
Е74 пов'язаний з маршрутами
- E80
- E25
- E70

## Див. Також
- Список європейських автомобільних маршрутів